# Miletus stotharti
Miletus stotharti är en fjärilsart som beskrevs av Rothschild 1917. Miletus stotharti ingår i släktet Miletus och familjen juvelvingar. Inga underarter finns listade i Catalogue of Life.